# 平湖街道 (深圳市)
平湖街道是中国广东省深圳市東北部龙岗区下辖的一个街道，位于龙岗区西部。名称取自于古村落名——平湖。

## 历史
平湖街道的历史开始于1522年，清嘉庆二十四年（1819年），平湖归官富司管属。民国35年（1946年），平湖归属宝安县第二区乡。1950年4月，平湖归属宝安县第三区乡；1953年7月划为宝安县第八区；1958年3月撤区并乡为平湖乡；1983年7月改为平湖区公所；1986年10月撤区建镇为平湖镇。1993年初，宝安县撤县建区，平湖镇属龙岗区管辖。2004年8月，平湖由镇改街道。

## 地理
平湖街道东与横岗街道相连，西与龙华区观澜街道接壤，南与吉華街道毗邻，北接东莞市。
辖区总面积41.8平方公里，下辖12个社区，12個居民委員會。总人口50多万人，其中户籍人口1.9万人。

## 行政区划
平湖街道辖以下地区：
良安田社区、新木社区、山厦社区、鹅公岭社区、平湖社区、白坭坑社区、辅城坳社区、上木古社区、新南社区、凤凰社区平湖墟社区、禾花社区和力昌社区。

## 經濟
以物流業為主。轄區內有華南城，是深圳數一數二的工業原料採購中心。

## 交通

### 公路

#### 高快速公路
- 清平高速
- 機荷高速
- 丹平快速路

#### 普通公路
- 东深公路
- 丹平公路
- 平龙路
- 平湖大街
- 平吉大道

### 鐵路

#### 城市轨道交通
- 深圳地铁10号线：木古站、华南城站、禾花站、平湖站、双拥街站

#### 铁路运输
- 廣深鐵路：平湖站
- 京九鐵路
- 平鹽鐵路從平湖街道出發，連接至鹽田街道。
- 平南鐵路